# Cyanopepla luxurians
Cyanopepla luxurians är en fjärilsart som beskrevs av Max Wilhelm Karl Draudt 1915. Cyanopepla luxurians ingår i släktet Cyanopepla och familjen björnspinnare. Inga underarter finns listade i Catalogue of Life.